# Tony Tedeschi

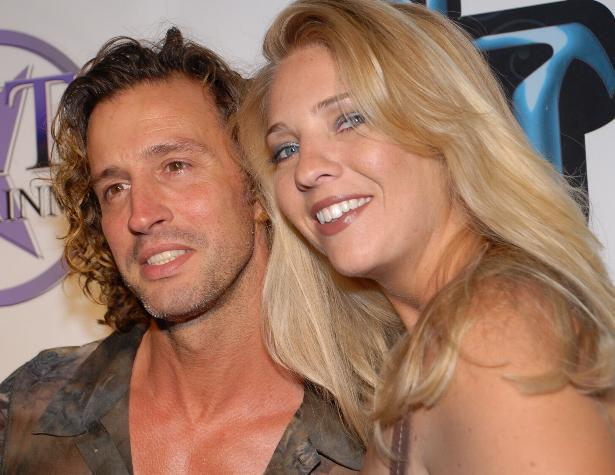
Tony Tedeschi und Jessica Jamison, 2007

Tony Tedeschi (* 11. April 1964 in Providence, Rhode Island; eigentlich Peter Vincent Iannotti) ist ein US-amerikanischer Pornodarsteller.
Tedeschi hat 1982 die Bishop Hendricken High School in Warwick, Rhode Island absolviert und war Halbfinalist des National Merit Scholarship Program für seinen SAT-Punktewert.
Vor seiner Pornokarriere arbeitete er als Deejay im Foxy Lady Strip Club in Providence. Er wurde von Britt Morgan entdeckt, die dort auftrat, und drehte seine ersten Szenen mit ihr im Jahr 1990.
Er spielte von 1990 bis 2006 in mehr als 1400 Filmen und führte 2004 Ko-Regie (mit Bud Lee) in Late Night Sessions With Tony Tedeschi. 1993 bis 1994 war er mit der Pornokollegin Tina Tyler verheiratet. Er wurde 2003 in die AVN Hall of Fame aufgenommen.

## Auszeichnungen
- 1997: AVN Award Best Supporting Actor – Video für Smeers
- 1997: AVN Award Best Supporting Actor – Film für The Show
- 1997: AVN Award Best Supporting Actor – Video für Silver Screen Confidential
- 1997: AVN Award Best Group Sex Scene – Film mit Christy Canyon, Vince Vouyer und Steven St. Croix für The Show
- 1999: AVN Award Best Anal Sex Scene – Film, mit Chloe und Steve Hatcher, für The Kiss (1998).